# Cernon (rzeka)
Cernon – rzeka we Francji, płynąca w całości na terenie departament Aveyron. Ma długość 30,42 km. Stanowi lewy dopływ rzeki Tarn.

## Geografia
Cernon ma źródła na wschód od osady Caubel w gminie Sainte-Eulalie-de-Cernon. Rzeka początkowo płynie w kierunku zachodnim. W osadzie 
Raspaillac w gminie Saint-Rome-de-Cernon zmienia bieg na północny aż do ujścia do Tarnu w gminie Saint-Georges-de-Luzençon.
Cernon płynie w całości na terenie departament Aveyron, w tym 5 gmin: Sainte-Eulalie-de-Cernon (źródło), Lapanouse-de-Cernon, La Bastide-Pradines, Saint-Rome-de-Cernon oraz Saint-Georges-de-Luzençon (ujście).

## Dopływy
Cernon ma opisanych 9 dopływów o długości powyżej 2 km. Są to:
| - Soulzon - Ruisseau de Lavencou - Ruisseau de Lessude - Ruisseau de Fourniou - Ravin d'Arnassols | - Ruisseau de Mayres - Ravin de Torrès - Vallat de Fourniou - Ruisseau de Coufours |